# سابینه درفلینگر
سابینه درفلینگر (انگلیسی: Sabine Derflinger؛ زادهٔ ۱۹۶۳) کارگردان فیلم، تهیه‌کننده فیلم، فیلم‌نامه‌نویس اهل اتریش است. وی از سال ۱۹۹۱ میلادی تاکنون مشغول فعالیت بوده‌است.